# Chłopy
Chłopy (en allemand Bauerhufen, en cachoube Borowô) est un village de la voïvodie de Poméranie occidentale, dans le nord-ouest de la Pologne. Chłopy est un village de pêcheurs.

## Géographie
Chłopy est situé sur la côte de la mer Baltique à approximativement à 15 kilomètres au nord-ouest de Koszalin et 460 kilomètres de Varsovie. Le 16e méridien est passe par Chłopy.

## Histoire
Le village est cité à partir de la fin du XIIIe siècle. En 1840, Chłopy est considéré comme une station balnéaire. Jusqu'en 1945, Chłopy était situé en Allemagne et il a été appelé Bauerhufen. Après la Seconde Guerre mondiale, Chłopy a intégré la Pologne. Le nom Chłopy, qui a été  introduit en 1948, est une traduction libre du nom allemand Bauerhufen.
Chłopy est le seul village historique de pêcheurs en Pologne. Il y a plusieurs bâtiments à colombages du XIXe siècle.

## Économie
L'économie est basée sur le tourisme et la pêche. Il existe plusieurs fumoirs à poisson, des restaurants de poissons et une boulangerie, ainsi que des nombreuses chambres d'hôtes. 

### Tourisme
En tant que village côtier, Chłopy attire de nombreux vacanciers sur la plage. En 2017, il y a 2027 lits pour touristes dans 84 maisons.   

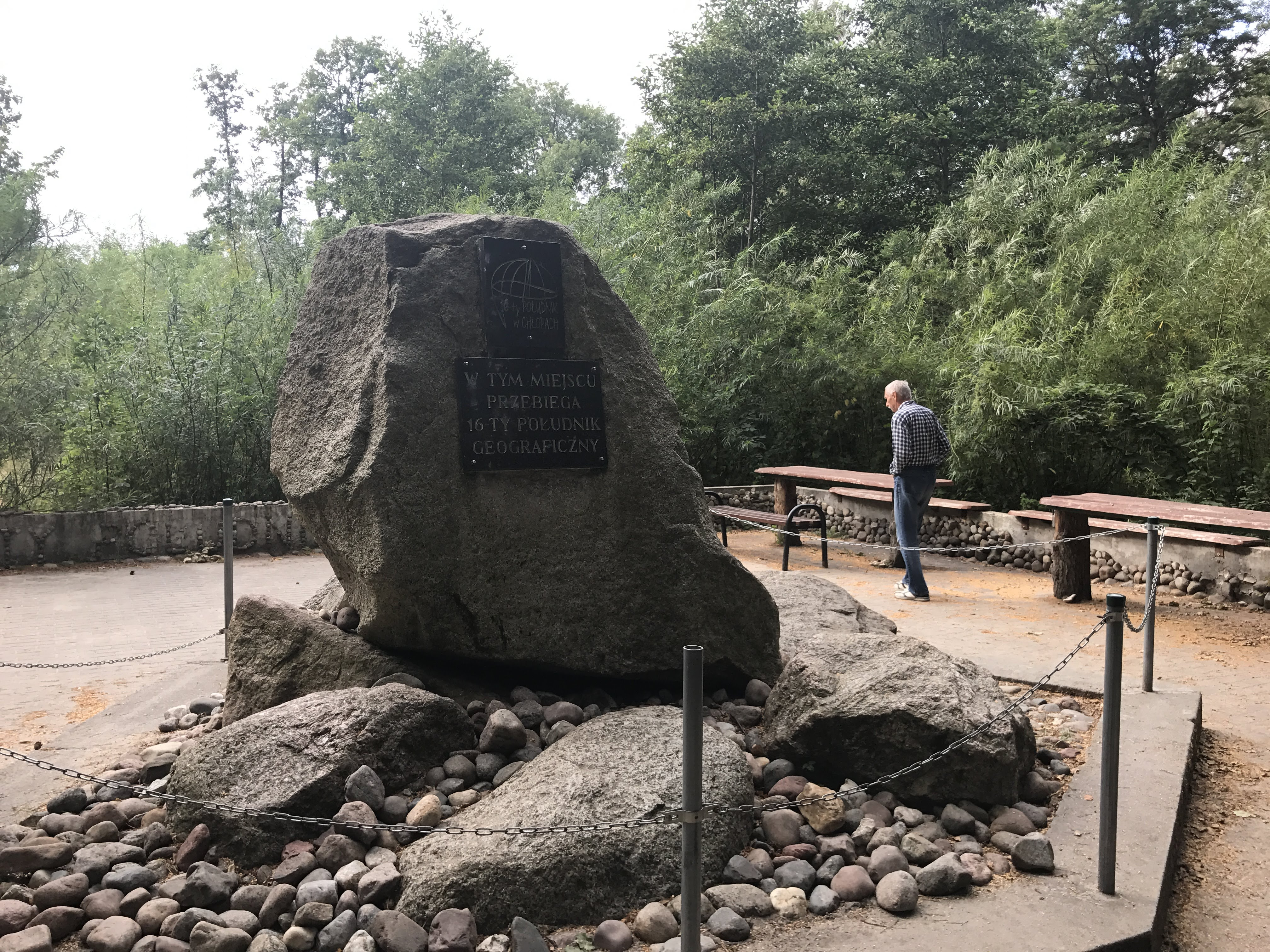
Obélisque du 16e méridien est à Chłopy.

#### Sites touristiques
- plage de sable
- obélisque du 16e méridien est
- chemin historique - tableaux avec photos historiques
- gymnase en plein air
- aire de jeux pour les enfants
- port de pêche
- jetée
- bateau de pêche avec un pêcheur à l'entrée à Chłopy.

### Pêche
Le port de pêche est situé au bord de la plage au centre du village. En 2018, 12 bateaux de pêche sont amarrés sur la plage. Il est possible d'acheter du poisson frais.  